# Verla De Peiza
Verla De Peiza, née le 7 octobre 1971 à Saint James à la Barbade, est une avocate et femme politique barbadienne. Elle est à la tête du Parti travailliste démocrate (DLP) du 12 août 2018 au 21 janvier 2022, étant la première femme à occuper ce poste. Elle a précédemment été sénatrice pour le DLP de 2010 à 2018.

## Biographie
Verla De Peiza naît en 1971, dans la paroisse de Saint James. Elle étudie à l'école primaire d'Erdiston et au collège d'Harrison, et obtient une bourse universitaire de la Barbados Exhibition en 1991. Elle fréquente l'université de Southampton, avant d'intégrer la Queen Mary University of London, où elle obtient une maîtrise de droit, en se spécialisant en criminologie et en justice pénale. En 1996, Verla De Peiza est autorisée à pratiquer le droit en Angleterre et au pays de Galles. À son retour à la Barbade, elle rejoint le cabinet d'avocats Charlton Chambers et est admise au barreau en 2000.

## Parcours politique
Verla De Peiza rejoint le Parti travailliste démocrate (DLP) en 1996. Lors des élections législatives de 2008, elle est désignée pour être l'un des directeurs de campagne du DLP. En 2010, elle est nommée sénatrice, puis reconduite après les élections législatives de 2013. Elle occupe cette fonction jusqu'en 2018. Lors des élections législatives de 2018, elle se présente dans la circonscription de Christ Church West, un bastion du Parti travailliste de la Barbade, mais elle n'est pas élue. Le 12 août 2018, elle est élue sans opposition chef du DLP après la démission de l'ancien Premier ministre Freundel Stuart, étant la première femme élue à ce poste. En août 2021, contestée par Guy Hewitt à la tête du parti, elle est confortée lors d'un vote interne. Après les élections législatives de 2022, lors desquelles le DLP ne remporte aucun siège à l'Assemblée, elle démissionne le 21 janvier 2022 ; Steve Blackett, en sa qualité de premier vice-président, assure l'intérim à la direction du parti.